# José Simeón Cañas

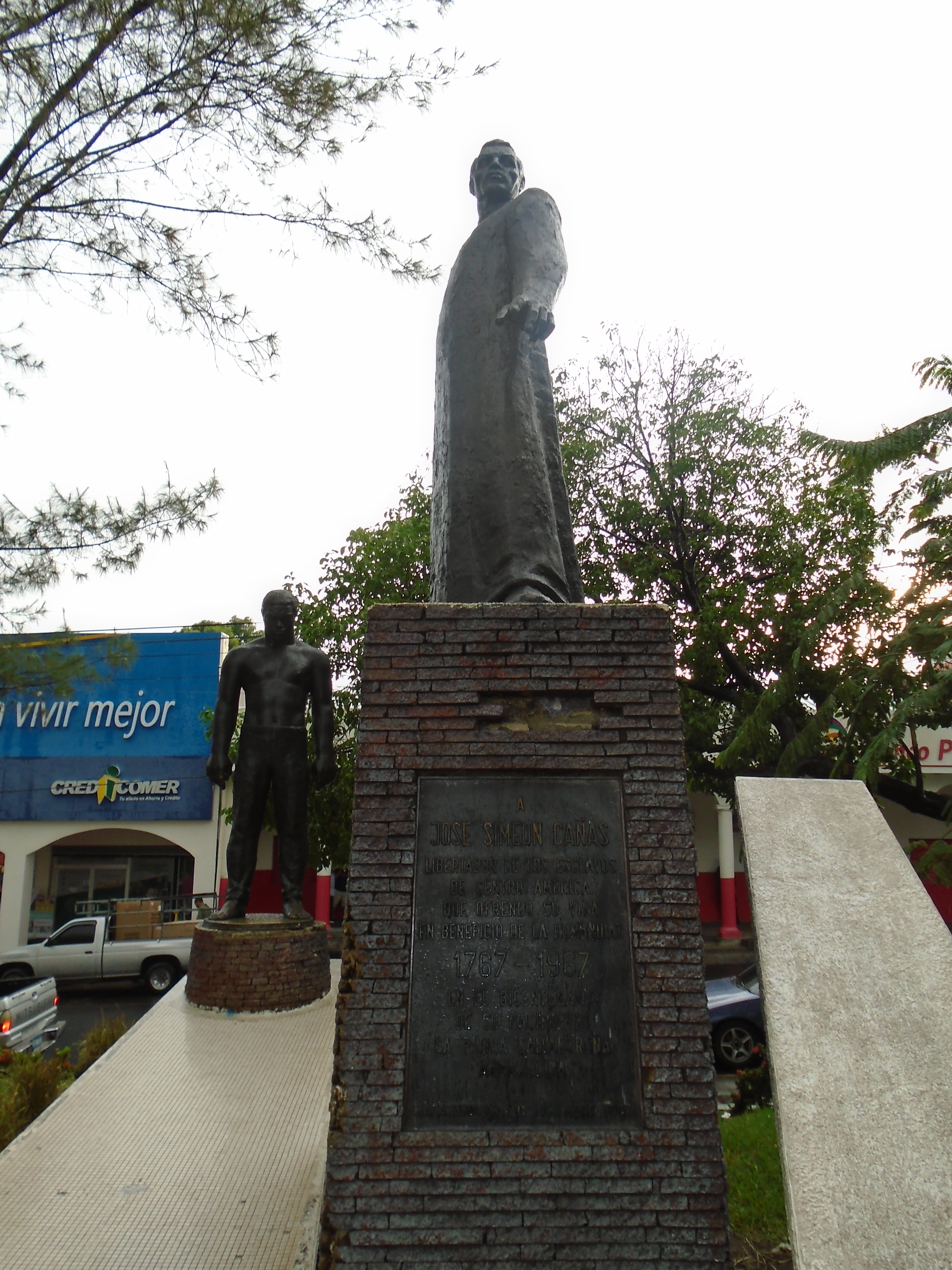
Monumento ubicado en la plaza central de Zacatecoluca en honor al Prócer José Simeón Cañas, oriundo de esta localidad y libertador de los esclavos africanos en Centroamérica.

José Simeón Cañas y Villacorta (Zacatecoluca, alcaldía mayor de San Salvador, Capitanía General de Guatemala 18 de febrero de 1767 - San Vicente, estado de El Salvador, República Federal de Centroamérica 4 de marzo de 1838) fue un presbítero, doctor y prócer de la independencia de El Salvador y Centroamérica; que se desempeñó como vocal de la diputación provincial de Guatemala (en 1813 y 1820) y diputado de la asamblea nacional constituyente de las Provincias Unidas de Centroamérica, donde pediría la abolición de la esclavitud el 21 de diciembre de 1823.

## Biografía
José Simeón Cañas y Villacorta nació en el barrio El Centro de la ciudad de Zacatecoluca, alcaldía mayor de San Salvador, Capitanía General de Guatemala el 18 de febrero de 1767 , fue el tercero de ocho hijos del matrimonio de Pablo de Cañas y Lucía de Villacorta y Barahona; siendo sus hermanos: Pablo, Rafael, Francisco Ignacio, María Ignacia, Mariana Marcelina, María Lucía, María Incolaza y Manuel María.
Era de una familia con muchos hijos que con el fin de educarlos se trasladaron a Guatemala. Donde fue educado como sacerdote, cursando primeramente en el Colegio San Francisco de Borja y más tarde en la Pontificia Universidad de San Carlos Borromeo, en la que obtuvo el título de bachiller en filosofía (el 2 de abril de 1787) y teología (el 25 de febrero de 1791) y dondevobtuvo su licenciatura (el 16 de junio de 1795) y los símbolos correspondientes al doctorado en Sacra Teología (el 17 de octubre de 1795).
Desarrollaría su carrera sacerdotal en el Colegio Seminario, Tridentino o de la Ascensión de Nuestra Señora, donde entre el 3 y el 24 de octubre de 1790 fue ordenado como subdiácono, diácono y presbítero. Más adelante, del 18 de agosto de 1791 al 6 de junio de 1792 se desempeñó como catedrático de Artes en dicho Colegio, donde también ganó por oposición el puesto como profesor titular de Prima Filosofía, que ejerció desde junio de 1792 hasta el 12 de julio de 1800.
Del 17 de agosto de 1793 al 17 de enero de 1794 fue electo vicerrector del Colegio Seminario Tridentino; y por los votos de sus colegas obtuvo sucesivamente los cargos de primer consiliario o vicerrector (del 6 de noviembre de 1800 al 10 de noviembre de 1802) y rector de la Universidad de San Carlos (de noviembre de 1802 a noviembre de 1803 y los mismos meses de 1811 a 1812).
Debido a la entrada en vigencia de la Constitución de Cádiz en 1812, el antiguo Reino de Guatemala fue dividido en 2 provincias (la provincia de Guatemala y la provincia de Nicaragua y Costa Rica) lideradas por un jefe político superior ayudado por una diputación provincial. Debido a ello, en 1813 se realizaron elecciones para la conformación de la diputación provincial de Guatemala, en la que Cañas resultó electo como representante por la alcaldía mayor de Sonsonate. Sin embargo, en 1814 el rey Fernando VII derogó la Constitución y retornó al absolutismo; hasta que el 10 de marzo de 1820 se restablecería la Constitución, por lo que se reinstalaría la diputación provincial que continuaría sus labores hasta las elecciones de septiembre de ese año, en la que no resultó electo Cañas (por lo que retomaría sus labores docentes en el Colegio Seminario).
En 1823 fue electo diputado por Chimaltenango y Zacatecoluca para el Congreso de las provincias del Antiguo Reino de Guatemala, que iba a decidir cual sería el destino de las provincias luego de la caída del Imperio mexicano de Agustín Iturbide. Dicho congreso se instaló en la Nueva Guatemala el 24 de junio de 1823, y el 1 de julio de 1823 declaró la independencia absoluta de tanto España y México de las Provincias Unidas del Centro de América; por lo que a partir de entonces pasó a ser la Asamblea Nacional Constituyente de Centro América.

### Abolición de la esclavitud
El 31 de diciembre de 1823, pidió a la Asamblea Nacional Constituyente de las Provincias Unidas del Centro de América, que fuera decretada la abolición de la esclavitud, abogando por la igualdad de los hombres; constituyéndose en el primer abolicionista de la esclavitud en América. La ley ya se encontraba en discusión desde tiempo atrás, pero la falta de acuerdo sobre el monto y la forma de indemnización a los dueños de los esclavos motivó su retraso. Otros ponentes de esta ley fueron Francisco Barrundia y Mariano Gálvez.

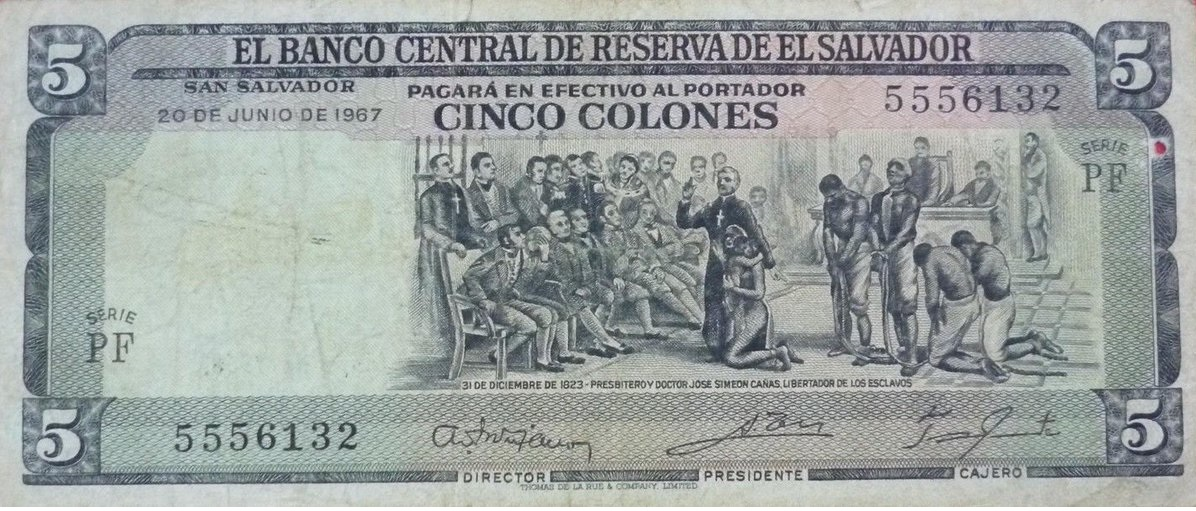
31.dic.1823 En la última sesión del Congreso Constituyente de las Provincias Unidas del Centro de América, en la ciudad de Guatemala, el presbítero y doctor José Simeón Cañas y Villacorta pide la libertad de los esclavos

Finalmente el 24 de abril de 1824, la Asamblea Nacional Constituyente decretó el Decreto sobre la libertad, que tiene como objeto abolir la esclavitud en los territorios de Centroamérica. Para ello se declara:
- Dar libertad a los esclavos que habiten en el territorio.
- Que nadie puede nacer esclavo.
- Que los esclavos que huyan de otros territorios serán libres.
- Que los dueños de esclavos serán indemnizados.
- Que, en el caso de aquellos esclavos que decidan permanecer junto a sus dueños, éstos no les podrán negar el alimento en la vejez (cuando pasen de los 60 años).[5]

La abolición de la esclavitud se mantendrá cuando se disuelva la Federación en las repúblicas de Costa Rica, El Salvador, Nicaragua, Honduras y Guatemala.

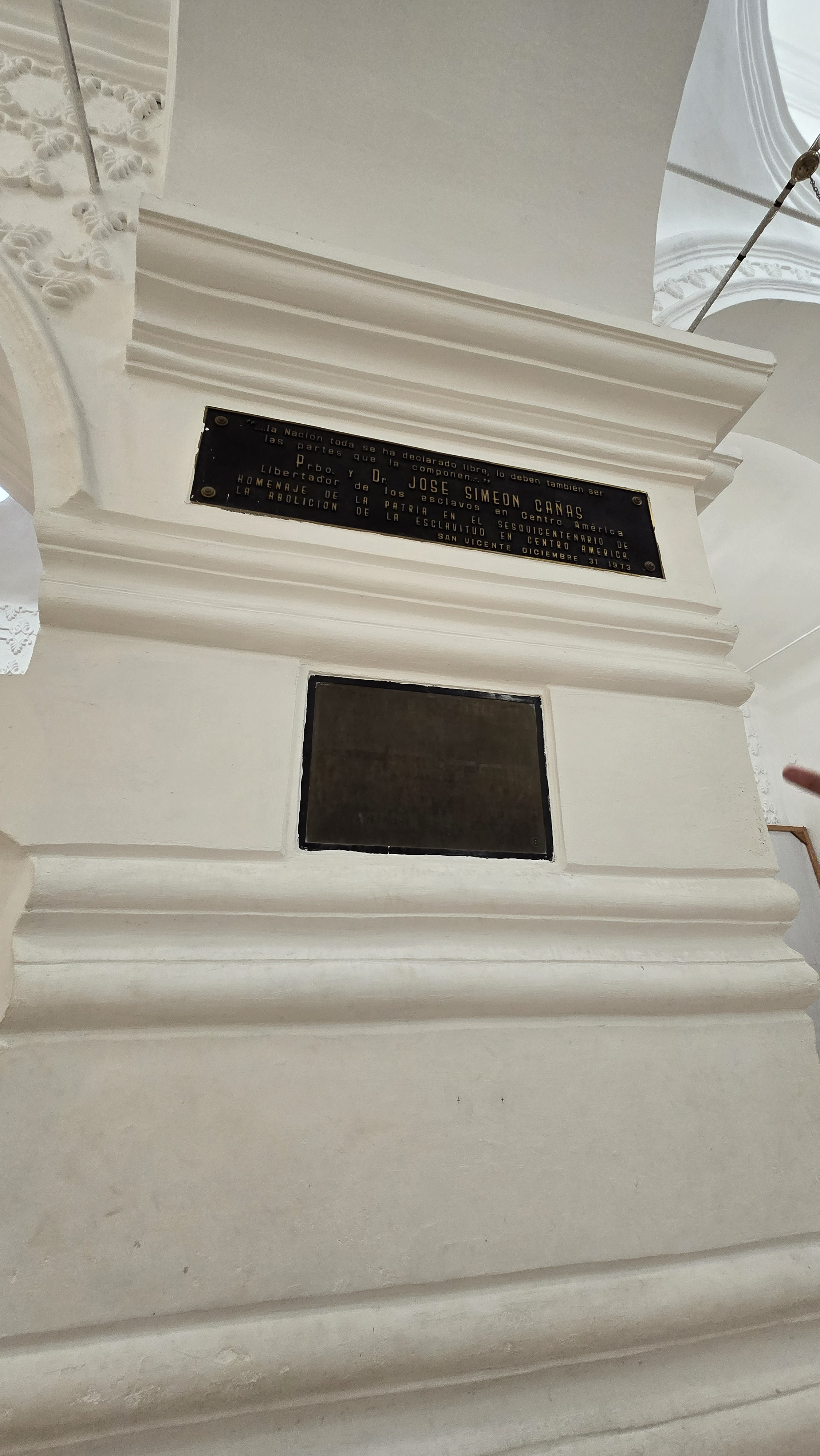
Tumba de José Simeón Cañas en la Iglesia de El Pilar, de San Vicente. 1838 Por la epidemia de mal asiático o cólera morbo, en la ciudad de San Vicente fallece el independentista, presbítero y doctor José Simeón Cañas y Villacorta, libertador de los esclavos centroamericanos en diciembre.

### Suscesos posteriores y óbito
En 1824 viajó de Guatemala a San Salvador, para apoyar el Congreso Constituyente, que buscaba unir la provincia de San Salvador y la alcaldía mayor de Sonsonate, en el nombramiento civil del presbítero José Matías Delgado como primer obispo salvadoreño. Ello desató una fuerte oposición de las autoridades guatemaltecas y vaticanas, ante las que Cañas emitió dos folletos titulados "Advertencias patrióticas" (que fueron publicadas en San Salvador el 5 y 28 de octubre de 1824 respectivamente), a la vez que sostuvo un crudo debate epistolar con el arzobispo Ramón Casaus y Torres.
El 22 de noviembre de 1824 fue firmante de la Constitución de la República Federal de Centroamérica. Posteriormente, hacia 1826 se trasladó a residir a la ciudad de San Vicente de Austria y Lorenzana, donde fue testigo de la insurrección nonualca de Anastasio Aquino (en 1833), del nombramiento de esa ciudad como capital salvadoreña (en 1834, debido a que San Salvador se convirtió en la capital federal) y de la peste del cólera morbus (entre 1837 y 1838), cuya infección contrajo.
La infección de cólera se agravó con un derrame cerebral que provocó su fallecimiento el 4 de marzo de 1838. Sus restos fueron sepultados en la Iglesia de Nuestra Señora del Pilar, de San Vicente, templo católico colonial que fue dañado por los terremotos del 13 de enero y 13 de febrero de 2001.
A lo largo del siglo XX, su vida y su obra humanista merecieron varios libros, escritos por el doctor Ramón López Jiménez y el historiador Jorge Lardé y Larín. Además, la primera universidad de carácter privado, fundada en el país en 1965, la Universidad Centroamericana «José Simeón Cañas» (UCA), adoptó su nombre en reconocimiento por su liberación de esclavos en el istmo centroamericano.

## Monumentos
En el 16 de enero de 1913, durante su visita oficial en la ciudad de Zacatecoluca, el presidente Manuel Enrique Araujo decretó que se erija en la Plaza José Simeón Cañas un monumento consagrado a la memoria del mismo porque «se distinguió por sus altos merecimiento intelectuales y por sus constantes y valiosos servicios en favor de la Independencia de Centro-América y por haber iniciado la abolición de la esclavitud, en el famoso Congreso de 1823». La colocación de la primera piedra del monumento se celebró de acuerdo al decreto el siguiente día 17 de enero; en el acto pronunció un discurso el joven jurisconsulto doctor José Leiva. Este monumento se constituía de un busto y terminó ubicándose en la plaza conocida como Plaza de los Maquilishuat que era un predio al norte de la iglesia parroquial. En el 10 de agosto de 1954 por decreto del presidente coronel Oscar Osorio se trasladó el busto al frontispicio de la Alcaldía Municipal. Actualmente se encuentra en un desvío de la carretera CA2E y la Calle a Ichanmichen.

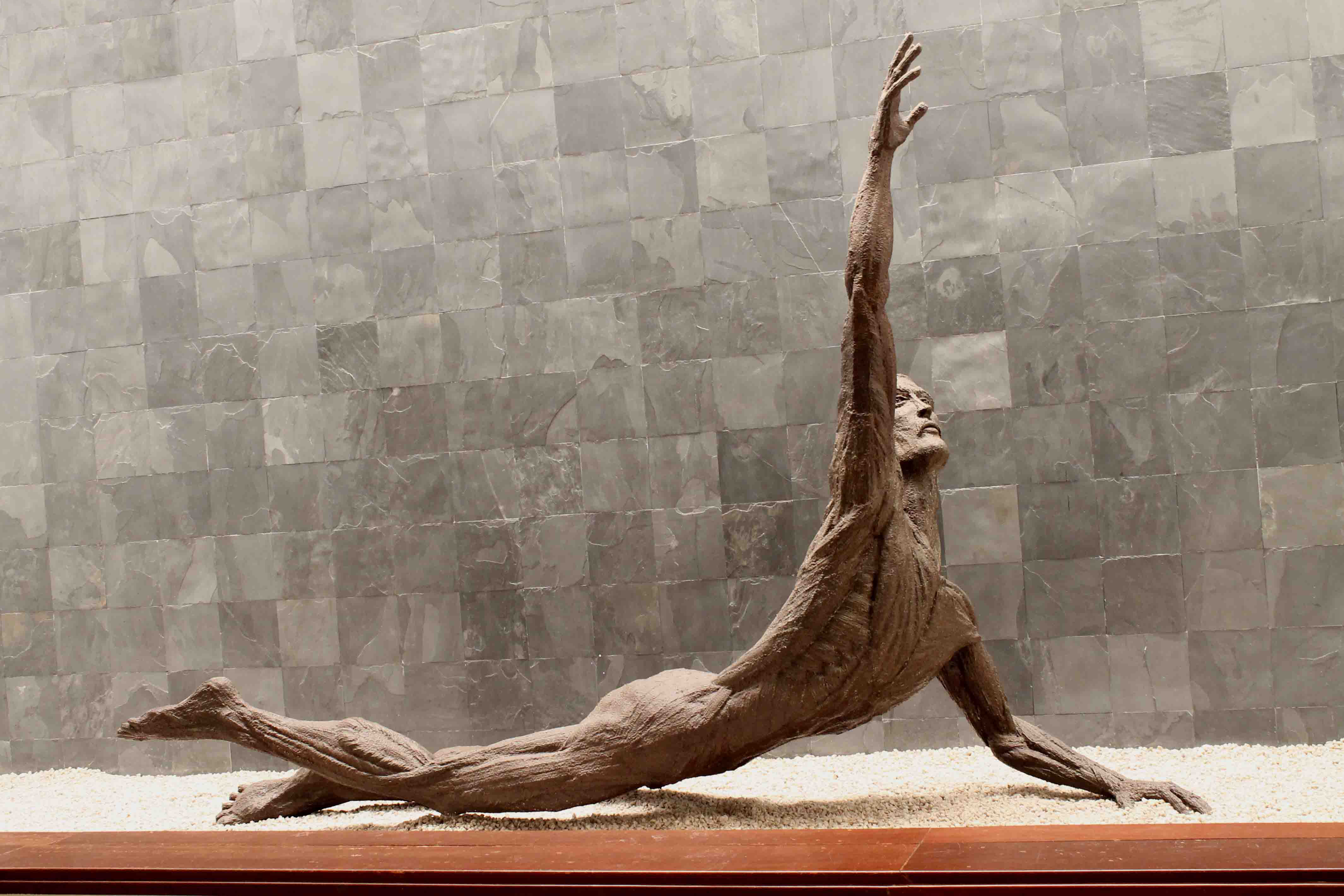
Esta escultura a honor de Procer Jose Simeón Cañas se encuentra en el interior del museo nacional MARTE. de El Salvador.

En agosto de 1954, la Asociación Pro-Mejoras del Departamento de La Paz y diputados representantes de la región presentaron una solicitud al ejecutivo para que se erija un monumento de cuerpo entero de Cañas; muchos años después la petición será atendida por el gobierno del presidente coronel Julio Adalberto Rivera quien instruyó al Ministro de Hacienda, Álvaro Marino, para que la Asamblea Legislativa emitiera el Decreto 232 del 26 de enero de 1967 aprobando los fondos para la celebración del bicentenario del natalicio de Cañas. 50,000 colones fueron invertidos en la construcción del monumento. La obra fue elaborada por el director de la Escuela de Artes Plásticas, el escultor español Benjamín Saúl Rodríguez ayudado por otro escultor español Serafín de Cos y los escultores salvadoreños Valentín Estrada, Dagoberto Reyes y Armando Solís. Este segundo monumento fue inaugurado a finales de 1967 y aún se encuentra en la Plaza que lleva el nombre del prócer.